# Skotniki (gmina Zgierz)
Skotniki – wieś w Polsce, położona w województwie łódzkim, w powiecie zgierskim, w gminie Zgierz.
Z pętli Dworzec Łódź Fabryczna do Skotnik kursuje autobus komunikacji miejskiej linii 51B.

## Geografia
Wieś leży na północ od Lasu Łagiewnickiego (znajdującego się w granicach administracyjnych miasta Łodzi), przy drodze nr  71 z Aleksandrowa Łódzkiego do Strykowa, 4 km na wschód od Zgierza. 

## Historia
- Jest to jedna z najstarszych wsi gminy Zgierz.
- Najwcześniejsze nazwy wsi to: Scothniki i Scotniki.

Osada została założona w średniowieczu jako wieś służebna (mieszkańcy byli zobowiązani do świadczenia powinności wobec dworu). Człon "skot" wskazuje, że ich podstawowym zajęciem była hodowla bydła. 
- Kalendarium
  - W 1576 r. wieś liczyła 3 i pół łanu, posiadała karczmę, młyn i 13 osad. Właścicielem był Stachnik Scotniczski.
  - W połowie XVII w. Skotniki należały do podsędka łęczyckiego Jerzego Bełdowskiego.
  - W końcu XVIII w. były własnością rodziny Karnkowskich.
  - Na początku XIX w. do ksiąg parafii zgierskiej wpisano informacje o Budach Skotnickich (mianem „budy” określano w tym czasie nowo zagospodarowane tereny). Na najstarszych mapach z tego okresu znajdują się Skotniki Małe oraz Kolonia Skotnicka.
  - Po uwłaszczeniu na mapach widnieją Skotniki Duże i Skotniki Małe.
  - 13 lutego 1946 odłączono od Skotnik odległą eksklawę[4] i włączoną ją do Łodzi[5].
  - W latach 1975–1998 miejscowość należała administracyjnie do ówczesnego województwa łódzkiego.

- Od kilkunastu lat Skotniki posiadają własną drużynę piłkarską. W 2007 r. pod nazwą Zamek Skotniki została dopuszczona do rozgrywek Klasy "B" Łódzkiego Związku Piłki Nożnej. W 2010 r. Zamek Skotniki awansował do Klasy "A".